# Candelabridae
Candelabridae é uma família de cnidários hidrozoários da ordem Anthomedusae, subordem Capitata.

## Géneros
- Candelabrum de Blainville, 1830
- Monocoryne Broch, 1909